# Canciller de Alemania

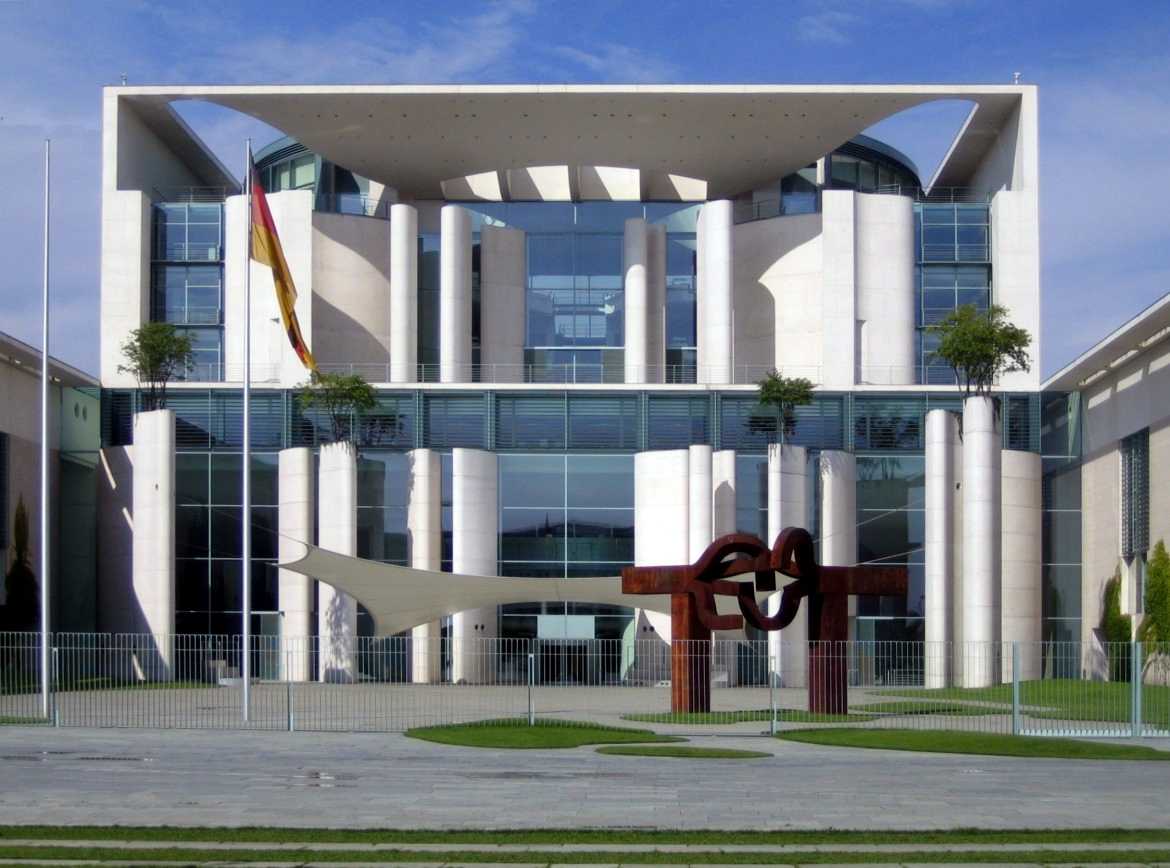
Sede de la Cancillería en Berlín (desde 1999).

El canciller de Alemania (en alemán: Kanzler, -in) es el jefe de Gobierno de Alemania. Desde la creación del cargo en 1867 con la fundación de la Confederación Alemana del Norte, este ha cambiado de nombre conforme la forma del gobierno en cada época; actualmente, siendo Alemania una república federal, la denominación oficial del cargo es canciller federal de la República Federal de Alemania (en alemán: Bundeskanzler der Bundesrepublik Deutschland, o sencillamente Bundeskanzler, -in).  
El actual canciller es Friedrich Merz, desde el 6 de mayo de 2025.

## Historia
El concepto de canciller moderno, Bundeskanzler, surgió en 1867 dentro de la Confederación Alemana del Norte, y fue ocupado por Otto von Bismarck, uno de los artífices de la unidad alemana. El cargo era elegido por el rey de Prusia en su calidad de presidente de la Confederación.
Con la creación del Imperio alemán en 1871 el canciller imperial (Reichskanzler) era nombrado por el emperador y debía servir como jefe del Gobierno y presidir la Cámara Alta o Bundesrat. El canciller imperial no era elegido por el Reichstag (parlamento que tenía la legislatura independiente del canciller) y tampoco era responsable ante esta cámara, tan solo ante el emperador de Alemania.
En 1918 triunfa la Revolución de noviembre y el Imperio alemán es sustituido por la República de Weimar, con un sistema político semipresidencialista. El canciller era nombrado por el presidente de la República, y era responsable ante el Reichstag, ya que esta institución podía retirar la confianza al canciller o cualquier miembro de su gobierno, lo que implicaba la inmediata renuncia de su puesto (artículos 46 y 54 de la Constitución de 1919). Entre sus atribuciones estaba la de presidir el Gobierno y dirigir los asuntos conforme a un reglamento aprobado por el presidente.
Con la llegada al poder del NSDAP en 1933 la Cancillería cambia drásticamente. Tras el incendio del Reichstag, el canciller Adolf Hitler consiguió del Reichstag la aprobación del decreto homónimo, que limitaba los derechos individuales reconocidos por la Constitución de 1919; y de la Ley Habilitante de 1933, que permitía al Gobierno a aprobar leyes sin necesidad de ser aprobadas por el Parlamento alemán. Con la muerte del presidente Hindenburg el 2 de agosto de 1934, Hitler, acaparó los cargos de jefe del Estado y de jefe de Gobierno (Führer y Reichskanzler)' hasta su muerte en 1945, con la derrota alemana en la Segunda Guerra Mundial.
Finalmente, con la derrota nazi en la guerra, el territorio alemán fue ocupado y administrado por las potencias vencedoras (Estados Unidos, Reino Unido, Francia y la Unión Soviética). En 1949, las potencias occidentales decidieron restituir la soberanía alemana, creando la República Federal Alemana, en su parte occidental (incluido el Berlín occidental) frente al territorio ocupado por los soviéticos, que en ese mismo año será la República Democrática Alemana.
Con la restitución de la soberanía, el Gobierno alemán recupera la figura del canciller como jefe del Gobierno alemán. La RFA se constituirá como una república parlamentaria donde el poder ejecutivo recae en el Gobierno Federal (canciller y ministros) responsable antes el Bundestag. 
En 1990 se produjo la Reunificación alemana, integrándose la parte oriental en el sistema político establecido en 1949.

## Mandato
La Ley Fundamental de Bonn de 1949 especifica en su artículo 63 que el canciller federal deberá ser elegido por el Bundestag (sin debate) a propuesta del presidente federal. Este, nombrará al candidato que más votos haya obtenido en el Bundestag, resultante de las elecciones federales previas.
El canciller federal es elegido para un mandato de cuatro años. No hay límite de mandatos por lo tanto puede presentarse a la reelección indefinidamente.
Según los artículos 67 y 68, el canciller federal puede cesar en sus funciones (además de en casos de fallecimiento o incapacidad física) por una moción de censura que debe plantear el Bundestag, y se elige por mayoría de sus miembros a un sucesor. Una vez elegido se debe solicitar al Presidente que releve al anterior canciller. El otro caso sería si el canciller no supera una moción de confianza presentada por él, en este caso, el presidente, a petición del canciller, disolverá el Bundestag.

## Poderes
El canciller federal elegirá a los miembros de su gobierno que serán nombrados por el presidente federal. Además, según el artículo 65, el canciller federal fija las directrices de la política y asume la responsabilidad de las mismas, dirigirá los asuntos de gobierno según un reglamento interno adoptado por el Gobierno Federal.
Pese a su condición de jefe del Gobierno, el canciller federal no ejerce el mando de las Fuerzas Armadas, pues este cargo corresponde al ministro federal de Defensa según se desprende del artículo 65.º de la Ley de 1949.

## Lista de cancilleres de Alemania de 1867 a 1945
| #                                                                                            | Nombre                   | Nombre                          | Nombre                                             | Inicio                             | Fin                         | Partido | Elecciones | Gobierno (Coalición)                     | Emperador               | Emperador                          |
| -------------------------------------------------------------------------------------------- | ------------------------ | ------------------------------- | -------------------------------------------------- | ---------------------------------- | --------------------------- | ------- | ---------- | ---------------------------------------- | ----------------------- | ---------------------------------- |
| Canciller de la Confederación Alemana del Norte (1867-1871)                                  |                          |                                 |                                                    |                                    |                             |         |            |                                          |                         |                                    |
| 1.º                                                                                          |                          |                                 | Otto von Bismarck (1815-1898) Príncipe de Bismarck | 1 de julio de 1867                 | 18 de enero de 1871         | Indep.  | -          | Bismarck I                               | Guillermo I (1861-1888) | Guillermo I (1861-1888)            |
| Canciller del Imperio alemán (1871-1918)                                                     |                          |                                 |                                                    |                                    |                             |         |            |                                          |                         |                                    |
| 1.º                                                                                          |                          |                                 | Otto von Bismarck (1815-1898) Príncipe de Bismarck | 18 de enero de 1871                | 20 de marzo de 1890         | Indep.  | 1871       | Bismarck                                 | Guillermo I (1871-1888) | Guillermo I (1871-1888)            |
| 1.º                                                                                          | 1874                     |                                 | Otto von Bismarck (1815-1898) Príncipe de Bismarck | 18 de enero de 1871                | 20 de marzo de 1890         | Indep.  |            | Bismarck                                 | Guillermo I (1871-1888) | Guillermo I (1871-1888)            |
| 1.º                                                                                          | 1877                     |                                 | Otto von Bismarck (1815-1898) Príncipe de Bismarck | 18 de enero de 1871                | 20 de marzo de 1890         | Indep.  |            | Bismarck                                 | Guillermo I (1871-1888) | Guillermo I (1871-1888)            |
| 1.º                                                                                          | 1878                     |                                 | Otto von Bismarck (1815-1898) Príncipe de Bismarck | 18 de enero de 1871                | 20 de marzo de 1890         | Indep.  |            | Bismarck                                 | Guillermo I (1871-1888) | Guillermo I (1871-1888)            |
| 1.º                                                                                          | 1881                     |                                 | Otto von Bismarck (1815-1898) Príncipe de Bismarck | 18 de enero de 1871                | 20 de marzo de 1890         | Indep.  |            | Bismarck                                 | Guillermo I (1871-1888) | Guillermo I (1871-1888)            |
| 1.º                                                                                          | 1884                     |                                 | Otto von Bismarck (1815-1898) Príncipe de Bismarck | 18 de enero de 1871                | 20 de marzo de 1890         | Indep.  |            | Bismarck                                 | Guillermo I (1871-1888) | Guillermo I (1871-1888)            |
| 1.º                                                                                          | 1887                     |                                 | Otto von Bismarck (1815-1898) Príncipe de Bismarck | 18 de enero de 1871                | 20 de marzo de 1890         | Indep.  |            | Bismarck                                 | Guillermo I (1871-1888) | Guillermo I (1871-1888)            |
| 1.º                                                                                          | Federico III (1888)      |                                 | Otto von Bismarck (1815-1898) Príncipe de Bismarck | 18 de enero de 1871                | 20 de marzo de 1890         | Indep.  |            | Bismarck                                 |                         |                                    |
| 1.º                                                                                          | Guillermo II (1888-1918) |                                 | Otto von Bismarck (1815-1898) Príncipe de Bismarck | 18 de enero de 1871                | 20 de marzo de 1890         | Indep.  |            | Bismarck                                 |                         |                                    |
| 2.º                                                                                          |                          |                                 | Leo von Caprivi (1831-1899) Conde de von Caprivi   | 20 de marzo de 1890                | 26 de octubre de 1894       | Indep.  | 1890       | Caprivi                                  |                         |                                    |
| 2.º                                                                                          | 1893                     |                                 | Leo von Caprivi (1831-1899) Conde de von Caprivi   | 20 de marzo de 1890                | 26 de octubre de 1894       | Indep.  |            | Caprivi                                  |                         |                                    |
| 3.º                                                                                          |                          |                                 | Clodoveo de Hohenlohe-Schillingsfürst (1819-1901)  | 26 de octubre de 1894              | 17 de octubre de 1900       | Indep.  | 1898       | Hohenlohe                                |                         |                                    |
| 4.º                                                                                          |                          |                                 | Bernhard von Bülow (1849-1929) Príncipe de Bülow   | 17 de octubre de 1900              | 14 de julio de 1909         | Indep.  | 1903       | Bülow                                    |                         |                                    |
| 4.º                                                                                          | 1907                     |                                 | Bernhard von Bülow (1849-1929) Príncipe de Bülow   | 17 de octubre de 1900              | 14 de julio de 1909         | Indep.  |            | Bülow                                    |                         |                                    |
| 5.º                                                                                          |                          |                                 | Theobald von Bethmann Hollweg (1856-1921)          | 14 de julio de 1909                | 13 de julio de 1917         | Indep.  | 1912       | Bethemann Hollweg                        |                         |                                    |
| 6.º                                                                                          |                          |                                 | Georg Michaelis (1857-1936)                        | 14 de julio de 1917                | 1 de noviembre de 1917      | Indep.  | 1912       | Michaelis                                |                         |                                    |
| 7.º                                                                                          |                          |                                 | Georg von Hertling (1843-1919)                     | 1 de noviembre de 1917             | 3 de octubre de 1918        | DZP     | 1912       | Hertling (DZP+FVP+NLP)                   |                         |                                    |
| 8.º                                                                                          |                          |                                 | Príncipe Maximiliano de Baden (1867-1929)          | 3 de octubre de 1918               | 9 de noviembre de 1918      | Indep.  | 1912       | Baden (DZP+FVP+NLP+SPD)                  |                         |                                    |
| #                                                                                            | Nombre                   | Nombre                          | Nombre                                             | Inicio                             | Fin                         | Partido | Elecciones | Gobierno (Coalición)                     | Reichspräsident         | Reichspräsident                    |
| Presidente del Consejo de Representantes del Pueblo (1918-1919)                              |                          |                                 |                                                    |                                    |                             |         |            |                                          |                         |                                    |
| 1.º                                                                                          |                          |                                 | Friedrich Ebert (1871-1925)                        | 9 de noviembre de 1918             | 11 de febrero de 1919       | SPD     | -          | Ebert (SPD+DZP+DDP+DVP+USPD)             |                         |                                    |
| Ministro Presidente de República de Weimar (1919)                                            |                          |                                 |                                                    |                                    |                             |         |            |                                          |                         |                                    |
| 2.º                                                                                          |                          |                                 | Philipp Scheidemann (1865-1939)                    | 13 de febrero de 1919              | 20 de junio de 1919         | SPD     | 1919       | Scheidemann (SPD+DZP+DDP)                |                         | Friedrich Ebert (1919-1925)        |
| 3.º                                                                                          |                          |                                 | Gustav Bauer (1870-1944)                           | 20 de junio de 1919                | 14 de agosto de 1919        | SPD     | 1919       | Bauer (SPD+DZP+DDP)                      |                         | Friedrich Ebert (1919-1925)        |
| Canciller de República de Weimar (1919-1933)                                                 |                          |                                 |                                                    |                                    |                             |         |            |                                          |                         | Friedrich Ebert (1919-1925)        |
| 3.º                                                                                          |                          |                                 | Gustav Bauer (1870-1944)                           | 14 de agosto de 1919               | 27 de marzo de 1920         | SPD     | 1919       | Bauer (SPD+DZP+DDP)                      |                         | Friedrich Ebert (1919-1925)        |
| 4.º                                                                                          |                          |                                 | Hermann Müller (1876-1931)                         | 27 de marzo de 1920                | 21 de junio de 1920         | SPD     | 1919       | Müller I (SPD+DZP+DDP)                   |                         | Friedrich Ebert (1919-1925)        |
| 5.º                                                                                          |                          |                                 | Constantin Fehrenbach (1852-1926)                  | 25 de junio de 1920                | 4 de mayo de 1921           | DZP     | 1920       | Fehrenbach (DZP+DVP+DDP)                 |                         | Friedrich Ebert (1919-1925)        |
| 6.º                                                                                          |                          |                                 | Joseph Wirth (1879-1956)                           | 10 de mayo de 1921                 | 22 de octubre de 1922       | DZP     | 1920       | Wirth I (DZP+SPD+DDP)                    |                         | Friedrich Ebert (1919-1925)        |
| 6.º                                                                                          | 26 de octubre de 1922    | 14 de noviembre de 1922         | Joseph Wirth (1879-1956)                           | Wirth II (DZP+SPD+DDP+BB)          |                             | DZP     | 1920       |                                          |                         | Friedrich Ebert (1919-1925)        |
| 7.º                                                                                          |                          |                                 | Wilhelm Cuno (1876-1933)                           | 22 de noviembre de 1922            | 13 de agosto de 1923        | Indep.  | 1920       | Cuno (DZP+DVP+DDP+BVP)                   |                         | Friedrich Ebert (1919-1925)        |
| 8.º                                                                                          |                          |                                 | Gustav Stresemann (1878-1929)                      | 13 de agosto de 1923               | 4 de octubre de 1923        | DVP     | 1920       | Stresemann I (DVP+SPD+DZP+DDP)           |                         | Friedrich Ebert (1919-1925)        |
| 8.º                                                                                          | 6 de octubre de 1923     | 30 de noviembre de 1923         | Gustav Stresemann (1878-1929)                      | Stresemann II (DVP+SPD+DZP+DDP)    |                             | DVP     | 1920       |                                          |                         | Friedrich Ebert (1919-1925)        |
| 9.º                                                                                          |                          |                                 | Wilhelm Marx (1863-1946)                           | 30 de noviembre de 1923            | 26 de mayo de 1924          | DZP     | 1920       | Marx I (DZP+DVP+DDP+BVP)                 |                         | Friedrich Ebert (1919-1925)        |
| 9.º                                                                                          | 27 de mayo de 1924       | 15 de enero de 1925             | Wilhelm Marx (1863-1946)                           | may. 1924                          | Marx II (DZP+DVP+DDP)       | DZP     |            |                                          |                         | Friedrich Ebert (1919-1925)        |
| 10.º                                                                                         |                          |                                 | Hans Luther (1879-1962)                            | 15 de enero de 1925                | 5 de diciembre de 1925      | Indep.  | dic. 1924  | Luther I (DVP+DNVP+BVP+DZP+DDP)          |                         | Friedrich Ebert (1919-1925)        |
| 10.º                                                                                         |                          | Hans Luther (1925)              | Hans Luther (1879-1962)                            | 15 de enero de 1925                | 5 de diciembre de 1925      | Indep.  | dic. 1924  | Luther I (DVP+DNVP+BVP+DZP+DDP)          |                         |                                    |
| 10.º                                                                                         |                          | Walter Simons (1925)            | Hans Luther (1879-1962)                            | 15 de enero de 1925                | 5 de diciembre de 1925      | Indep.  | dic. 1924  | Luther I (DVP+DNVP+BVP+DZP+DDP)          |                         |                                    |
| 10.º                                                                                         |                          | Paul von Hindenburg (1925-1934) | Hans Luther (1879-1962)                            | 15 de enero de 1925                | 5 de diciembre de 1925      | Indep.  | dic. 1924  | Luther I (DVP+DNVP+BVP+DZP+DDP)          |                         |                                    |
| 10.º                                                                                         |                          | 20 de enero de 1926             | Hans Luther (1879-1962)                            | 17 de mayo de 1926                 | Luther II (DVP+BVP+DZP+DDP) | Indep.  | dic. 1924  |                                          |                         |                                    |
| 11.º                                                                                         |                          |                                 | Wilhelm Marx (1863-1946)                           | 17 de mayo de 1926                 | 1 de febrero de 1927        | DZP     | dic. 1924  | Marx III (DZP+DVP+DDP+BVP)               |                         |                                    |
| 11.º                                                                                         | 1 de febrero de 1927     | 12 de junio de 1928             | Wilhelm Marx (1863-1946)                           | Marx IV (DZP+DVP+DDP+DNVP)         |                             | DZP     | dic. 1924  |                                          |                         |                                    |
| 12.º                                                                                         |                          |                                 | Hermann Müller (1876-1931)                         | 28 de junio de 1928                | 27 de marzo de 1930         | SPD     | 1928       | Müller II (SPD+DZP+DDP+DVP+BVP)          |                         |                                    |
| 13.º                                                                                         |                          |                                 | Heinrich Brüning (1885-1970)                       | 31 de marzo de 1930                | 9 de octubre de 1931        | DZP     | 1930       | Brüning I (DZP+DDP+DVP+WP+ BVP+DNVP+KVP) |                         |                                    |
| 13.º                                                                                         | 10 de octubre de 1931    | 1 de junio de 1932              | Heinrich Brüning (1885-1970)                       | Brüning II (DZP+DStP+BVP+KVP+CNBL) |                             | DZP     | 1930       |                                          |                         |                                    |
| 14.º                                                                                         |                          |                                 | Franz von Papen (1879-1969)                        | 1 de junio de 1932                 | 3 de diciembre de 1932      | Indep.  | jul. 1932  | Papen (Indep.+DNVP)                      |                         |                                    |
| 15.º                                                                                         |                          |                                 | Kurt von Schleicher (1882-1934)                    | 3 de diciembre de 1932             | 30 de enero de 1933         | Indep.  | nov. 1932  | Schleicher (Indep.+DNVP)                 |                         |                                    |
| 16.º                                                                                         |                          |                                 | Adolf Hitler (1889-1945)                           | 30 de enero de 1933                | 23 de marzo de 1933         | NSDAP   |            | Hitler (NSDAP+Indep.+DNVP)               |                         |                                    |
| 16.º                                                                                         |                          |                                 | Adolf Hitler (1889-1945)                           | 30 de enero de 1933                | 23 de marzo de 1933         | NSDAP   |            | Hitler (NSDAP+Indep.+DNVP)               |                         |                                    |
| 16.º                                                                                         |                          |                                 | Adolf Hitler (1889-1945)                           | 30 de enero de 1933                | 23 de marzo de 1933         | NSDAP   |            | Hitler (NSDAP+Indep.+DNVP)               |                         |                                    |
| #                                                                                            | Nombre                   | Nombre                          | Nombre                                             | Inicio                             | Fin                         | Partido | Elecciones | Gobierno (Coalición)                     | Jefe de Estado          | Jefe de Estado                     |
| Canciller de Alemania nazi (1933-34) / Führer und Reichskanzler de Alemania nazi (1934-1945) |                          |                                 |                                                    |                                    |                             |         |            |                                          |                         |                                    |
| 1.º                                                                                          |                          |                                 | Adolf Hitler (1889-1945)                           | 23 de marzo de 1933                | 30 de abril de 1945         | NSDAP   | marz. 1933 | Hitler                                   |                         | Adolf Hitler (1934-1945) Führer    |
| Canciller de Alemania nazi (1945)                                                            |                          |                                 |                                                    |                                    |                             |         |            |                                          |                         |                                    |
| 1.º                                                                                          |                          |                                 | Joseph Goebbels (1897-1945)                        | 30 de abril de 1945                | 1 de mayo de 1945           | NSDAP   |            | Goebbels                                 |                         | Karl Dönitz (1945) Reichspräsident |
| 2.º                                                                                          |                          |                                 | Lutz Schwerin von Krosigk (1887-1977)              | 2 de mayo de 1945                  | 23 de mayo de 1945          | NSDAP   | Krosigk    |                                          |                         | Karl Dönitz (1945) Reichspräsident |

## Lista de cancilleres de la República Federal de Alemania (desde 1949)
| #                 | Nombre                  | Nombre                       | Nombre                           | Inicio                   | Fin                                                      | Partido                 | Elecciones                          | Gobierno (Coalición)                | Bundespräsident | Bundespräsident           |
| ----------------- | ----------------------- | ---------------------------- | -------------------------------- | ------------------------ | -------------------------------------------------------- | ----------------------- | ----------------------------------- | ----------------------------------- | --------------- | ------------------------- |
| Canciller federal |                         |                              |                                  |                          |                                                          |                         |                                     |                                     |                 |                           |
| 1.º               |                         |                              | Konrad Adenauer (1876-1967)      | 20 de septiembre de 1949 | 6 de octubre de 1953                                     | CDU                     | 1949                                | Adenauer I (CDU+CSU+FDP+DP)         |                 | Theodor Heuss (1949-1959) |
| 1.º               | 6 de octubre de 1953    | 15 de octubre de 1957        | Konrad Adenauer (1876-1967)      | 1953                     | Adenauer II (CDU+CSU+FDP+DP+GB/BHE) (CDU+CSU+FDP+DP+FVP) | CDU                     |                                     |                                     |                 | Theodor Heuss (1949-1959) |
| 1.º               |                         | 15 de octubre de 1957        | Konrad Adenauer (1876-1967)      | 17 de octubre de 1961    | 1957                                                     | CDU                     | Adenauer III (CDU+CSU+DP) (CDU+CSU) |                                     |                 | Theodor Heuss (1949-1959) |
| 1.º               |                         | 15 de octubre de 1957        | Konrad Adenauer (1876-1967)      | 17 de octubre de 1961    | 1957                                                     | CDU                     | Adenauer III (CDU+CSU+DP) (CDU+CSU) | Heinrich Lübke (1959-1969)          |                 |                           |
| 1.º               | 17 de octubre de 1961   | 14 de diciembre de 1962      | Konrad Adenauer (1876-1967)      | 1961                     | Adenauer IV (CDU+CSU+FDP)                                | CDU                     |                                     |                                     |                 |                           |
| 1.º               | 14 de diciembre de 1962 | 15 de octubre de 1963        | Konrad Adenauer (1876-1967)      | 1961                     | Adenauer V (CDU+CSU+DP) (CDU+CSU)                        | CDU                     |                                     |                                     |                 |                           |
| 2.º               |                         |                              | Ludwig Erhard (1897-1977)        | 1961                     | 17 de octubre de 1963                                    | 19 de octubre de 1965   | CDU                                 | Erhard I (CDU+CSU+FDP)              |                 |                           |
| 2.º               | 19 de octubre de 1965   | 30 de noviembre de 1966      | Ludwig Erhard (1897-1977)        | 1965                     | Erhard II (CDU+CSU+FDP)                                  |                         | CDU                                 |                                     |                 |                           |
| 3.º               |                         |                              | Kurt Georg Kiesinger (1904-1988) | 1965                     | 1 de diciembre de 1966                                   | 20 de octubre de 1969   | CDU                                 | Kiesinger (CDU+CSU+SPD)             |                 |                           |
| 3.º               |                         | Gustav Heinemann (1969-1974) | Kurt Georg Kiesinger (1904-1988) | 1965                     | 1 de diciembre de 1966                                   | 20 de octubre de 1969   | CDU                                 | Kiesinger (CDU+CSU+SPD)             |                 |                           |
| 4.º               |                         |                              | Willy Brandt (1913-1992)         | 20 de octubre de 1969    | 13 de diciembre de 1972                                  | SPD                     | 1969                                | Brandt I (SPD+FDP)                  |                 |                           |
| 4.º               |                         | 13 de diciembre de 1972      | Willy Brandt (1913-1992)         | 6 de mayo de 1974        | 1972                                                     | SPD                     | Brandt II (SPD+FDP)                 |                                     |                 |                           |
| 5.º               |                         |                              | Helmut Schmidt (1918-2015)       | 6 de mayo de 1974        | 1972                                                     | 14 de diciembre de 1976 | SPD                                 | Schmidt I (SPD+FDP)                 |                 |                           |
| 5.º               |                         | Walter Scheel (1974-1979)    | Helmut Schmidt (1918-2015)       | 6 de mayo de 1974        | 1972                                                     | 14 de diciembre de 1976 | SPD                                 | Schmidt I (SPD+FDP)                 |                 |                           |
| 5.º               |                         | 14 de diciembre de 1976      | Helmut Schmidt (1918-2015)       | 4 de noviembre de 1980   | 1976                                                     | Schmidt II (SPD+FDP)    | SPD                                 |                                     |                 |                           |
| 5.º               |                         | 14 de diciembre de 1976      | Helmut Schmidt (1918-2015)       | 4 de noviembre de 1980   | 1976                                                     | Schmidt II (SPD+FDP)    | SPD                                 | Karl Carstens (1979-1984)           |                 |                           |
| 5.º               |                         | 4 de noviembre de 1980       | Helmut Schmidt (1918-2015)       | 4 de octubre de 1982     | 1980                                                     | Schmidt III (SPD+FDP)   | SPD                                 |                                     |                 |                           |
| 6.º               |                         |                              | Helmut Kohl (1930-2017)          | 4 de octubre de 1982     | 1980                                                     | 30 de marzo de 1983     | CDU                                 | Kohl I (CDU+CSU+FDP)                |                 |                           |
| 6.º               |                         | 30 de marzo de 1983          | Helmut Kohl (1930-2017)          | 18 de febrero de 1987    | 1983                                                     | Kohl II (CDU+CSU+FDP)   | CDU                                 |                                     |                 |                           |
| 6.º               |                         | 30 de marzo de 1983          | Helmut Kohl (1930-2017)          | 18 de febrero de 1987    | 1983                                                     | Kohl II (CDU+CSU+FDP)   | CDU                                 | Richard von Weizsäcker (1984-1994)  |                 |                           |
| 6.º               |                         | 18 de febrero de 1987        | Helmut Kohl (1930-2017)          | 18 de enero de 1991      | 1987                                                     | Kohl III (CDU+CSU+FDP)  | CDU                                 |                                     |                 |                           |
| 6.º               |                         | 18 de enero de 1991          | Helmut Kohl (1930-2017)          | 17 de noviembre de 1994  | 1990                                                     | Kohl IV (CDU+CSU+FDP)   | CDU                                 |                                     |                 |                           |
| 6.º               |                         | 18 de enero de 1991          | Helmut Kohl (1930-2017)          | 17 de noviembre de 1994  | 1990                                                     | Kohl IV (CDU+CSU+FDP)   | CDU                                 | Roman Herzog (1994-1999)            |                 |                           |
| 6.º               | 17 de noviembre de 1994 | 27 de octubre de 1998        | Helmut Kohl (1930-2017)          | 1994                     | Kohl V (CDU+CSU+FDP)                                     |                         | CDU                                 |                                     |                 |                           |
| 7.º               |                         |                              | Gerhard Schröder (n. 1944)       | 27 de octubre de 1998    | 22 de octubre de 2002                                    | SPD                     | 1998                                | Schröder I (SPD+Grüne)              |                 |                           |
| 7.º               |                         | Johannes Rau (1999-2004)     | Gerhard Schröder (n. 1944)       | 27 de octubre de 1998    | 22 de octubre de 2002                                    | SPD                     | 1998                                | Schröder I (SPD+Grüne)              |                 |                           |
| 7.º               |                         | 22 de octubre de 2002        | Gerhard Schröder (n. 1944)       | 22 de noviembre de 2005  | 2002                                                     | SPD                     | Schröder II (SPD+Grüne)             |                                     |                 |                           |
| 7.º               |                         | 22 de octubre de 2002        | Gerhard Schröder (n. 1944)       | 22 de noviembre de 2005  | 2002                                                     | SPD                     | Schröder II (SPD+Grüne)             | Horst Köhler (2004-2010)            |                 |                           |
| 8.ª               |                         |                              | Angela Merkel (n. 1954)          | 22 de noviembre de 2005  | 28 de octubre de 2009                                    | CDU                     | 2005                                | Merkel I (CDU+CSU+SPD)              |                 |                           |
| 8.ª               |                         | 28 de octubre de 2009        | Angela Merkel (n. 1954)          | 17 de diciembre de 2013  | 2009                                                     | CDU                     | Merkel II (CDU+CSU+FDP)             |                                     |                 |                           |
| 8.ª               |                         | 28 de octubre de 2009        | Angela Merkel (n. 1954)          | 17 de diciembre de 2013  | 2009                                                     | CDU                     | Merkel II (CDU+CSU+FDP)             | Christian Wulff (2010-2012)         |                 |                           |
| 8.ª               |                         | 28 de octubre de 2009        | Angela Merkel (n. 1954)          | 17 de diciembre de 2013  | 2009                                                     | CDU                     | Merkel II (CDU+CSU+FDP)             | Joachim Gauck (2012-2017)           |                 |                           |
| 8.ª               |                         | 17 de diciembre de 2013      | Angela Merkel (n. 1954)          | 14 de marzo de 2018      | 2013                                                     | CDU                     | Merkel III (CDU+CSU+SPD)            |                                     |                 |                           |
| 8.ª               |                         | 17 de diciembre de 2013      | Angela Merkel (n. 1954)          | 14 de marzo de 2018      | 2013                                                     | CDU                     | Merkel III (CDU+CSU+SPD)            | Frank-Walter Steinmeier (2017-act.) |                 |                           |
| 8.ª               |                         | 14 de marzo de 2018          | Angela Merkel (n. 1954)          | 8 de diciembre de 2021   | 2017                                                     | CDU                     | Merkel IV (CDU+CSU+SPD)             |                                     |                 |                           |
| 9.º               |                         |                              | Olaf Scholz (n. 1958)            | 8 de diciembre de 2021   | 6 de mayo de 2025                                        | SPD                     | 2021                                | Scholz (SPD+Grüne+FDP)              |                 |                           |
| 10.º              |                         |                              | Friedrich Merz (n. 1955)         | 6 de mayo de 2025        | En el cargo                                              | CDU                     | 2025                                | Merz (CDU+CSU+SPD)                  |                 |                           |